# 4-Hydroxybenzoate d'éthyle
Le 4-hydroxybenzoate d'éthyle ou éthylparabène (E214) est un conservateur de la famille des parabènes.
Il est utilisé dans les cosmétiques, les médicaments et les aliments, pour ses propriétés antibactériennes et antifongiques.